# Uniwersytet Diego Portalesa
Uniwersytet Diego Portalesa, hiszp. Universidad Diego Portales, UDP – chilijska prywatna uczelnia wyższa założona w 1982 roku i nazwana na cześć chilijskiego męża stanu Diego Portalesa. Znajduje się w stolicy kraju – Santiago.

## Historia
Powstał w 1982 roku i początkowo składał się z trzech wydziałów: prawa, fizyki i nauk humanistycznych.